# Federico Urales
Joan Montseny i Carret (Reus, 19 de agosto de 1864 — Salon-de-Provence, 12 de março de 1942) também conhecido sob o pseudônimo de Federico Urales, foi um anarquista e escritor catalão.

## Biografia
Montseny se inscreveu  no Partido Socialista Operário Espanhol em 1885 e em 1888, foi nomeado secretário-geral da Federação Nacional dos Trabalhadores de tuneis. Ele era casado com Soledad Gustavo (pseudônimo de Teresa Mañé i Miravet), uma professora laica em Vilanova i la Geltrú, e os dois tornaram-se figuras locais do Anarquismo em Reus. Suas opções políticas fizeram com que as autoridades fechassem a escola, e Joan Montseny foi detido em Barcelona
Em 1896 ele foi para o exílio no  Reino Unido, retornando um ano depois usando seu pseudônimo. Estabeleceu-se em Madrid e começou a publicar o jornal "La Revista Blanca" em 1898. Apesar de se ter beneficiado de uma amnistia, o jornal foi fechado em 1905. Montseny começou a trabalhar na agricultura, bem como escrever peças literárias, como ensaios, peças de teatro, e os romances "La Novela Ideal" em 1925,  "La Novela libre" em 1929 e "El Luchador" em 1931.
Em 1914, ele declarou-se a favor da participação espanhola na Primeira Guerra Mundial. Entre 1923 e 1936 re-edita novamente junto com sua esposa e a filha Federica Montseny, uma nova versão de "La Revista Blanca", alguns autores que colaboram em suas páginas internacionais de prestígio, foram o anarquista Max Nettlau e Soledad Gustavo.
Ao termino  da Guerra Civil Espanhola, em 1939, Joan Montseny foi forçado a fugir para a França quando as tropas de Francisco Franco derrotaram os ultimos exércitos republicanos, estabelecendo-se com a família em Paris até a tomada da cidade pelas tropas alemãs durante a Segunda Guerra Mundial. O governo de Vichy obrigou-o a estabelecer-se na cidade francesa de Salon na Dordogne, onde ele faleceu em 12 de março de 1942.

## Pensamento
O anarquismo individualista de Montseny foi influenciado por Auguste Comte, Charles Darwin, Ludwig Büchner e Ernst Haeckel. Ele viu a ciência e a razão como uma defesa contra a servidão cega à autoridade. Ele era crítico de pensadores individualistas influentes, como Nietzsche e Stirner por promoverem um individualismo egoísta invés de promoveu um individualismo com solidariedade, como forma de garantir a igualdade e harmonia.
Encontra-se colaboração da sua autoria na revista de cariz anarquista  Luz e Vida  (1905).